# 4873 Fukaya
A 4873 Fukaya (ideiglenes jelöléssel 1990 EC) a Naprendszer kisbolygóövében található aszteroida. Szugie Acusi fedezte fel 1990. március 4-én.